# Bastetanos

Ethnographic Iberia 200 BCE-es

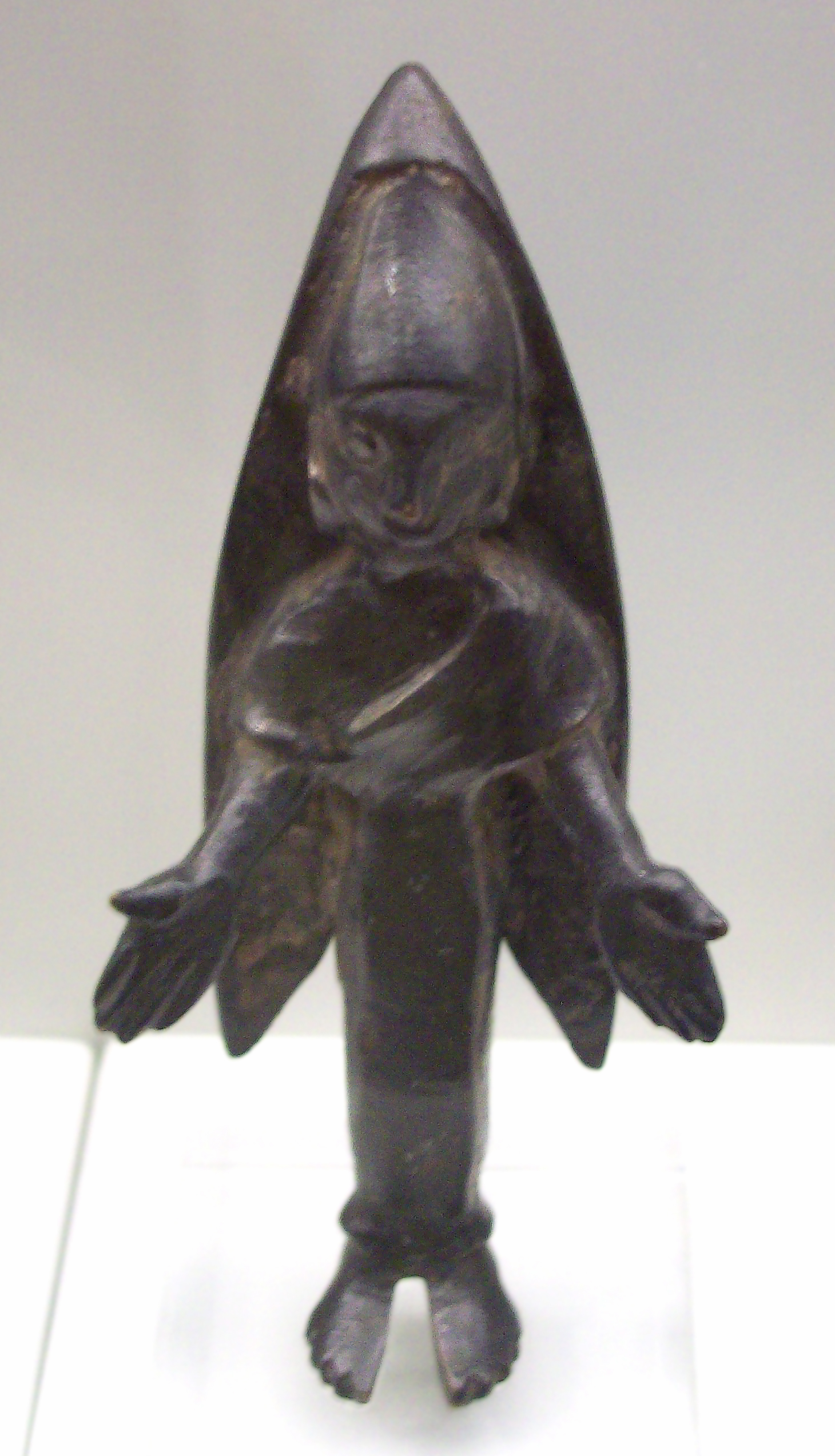
Figura feminina bastetana de bronze

Bastetanos (em latim: bastetani) ou Bástulos (em latim: bastuli) foram um povo ibero, antigos habitantes de Bastia, a atual localidade de Baza (província de Granada, Espanha). Habitavam um território que ocupava o sudeste da Península Ibérica, que hoje em dia pertence às províncias de Granada, Albacete, Xaém, Almeria e Múrcia. Os seus domínios ocupavam de Baria, atual Villaricos, (Almeria) até Bailo (Cádis), compreendendo fábrica de moedas tão importantes quanto Abdera, Sexi, Malaca ou Carteia.
Tem-se atribuído erroneamente à população de Baeza (província de Xaém) a origem do nome "Bastitânia". Porém, a antiga Baza, capital da Bastitânia, encontrava-se a cerca de cinco quilômetros da atual Baza. Consta de duas necrópoles e uma cidade murada que alberga os núcleos ibérico e romano.
Foram um povo semitizado, assimilado por Estrabão aos bástulos, embora fossem diferenciados por Plínio e Ptolomeu entre bastetanos no interior e bástulos na costa. Estrabo  afirma que eram da zona de Alicante ou um pouco mais para o interior. Entre ambos os povos ocuparam a costa e parte do interior do sudeste ibérico. Há sítios arqueológicos significativos como o cerro dos Infantes.

## Economia
A Bastetânia era mais conhecida com a mineração, centrando-se em Nova Cartago e o seu comércio de metais, esparto e garo. As minas de Cartagena foram exploradas por todos os que se assentaram ali. O esparto era cultivado nas cercanias da cidade, começar-se-á a comercializar com os cartagineses. O terceiro alimento era o garo e a salgação, de tradição mediterrânea e grande comercialização.

## Arte
A Dama de Baza, uma das esculturas mais importantes da arte ibérica, que se encontra atualmente no Museu Arqueológico Nacional de Madrid, foi encontrada no cerro dos Três Pagos.